# Marlon (série de televisão)
Marlon é uma série de televisão de comédia americana que estrela Marlon Wayans, Essence Atkins, Taylor Notlim, Amir O'Neil, Bresha Webb e Diallo Riddle. Em 13 de maio de 2016, a série foi encomendada,  e estreou em 16 de agosto de 2017, na NBC.
Em 28 de setembro de 2017, a NBC renovou a série para uma segunda temporada, que foi ao ar de 14 de junho a 12 de julho de 2018. Em 21 de dezembro de 2018, a NBC cancelou a série após duas temporadas.

## Enredo
Apesar de sua incapacidade de coexistir, o casal divorciado Marlon Wayne e sua ex-esposa Ashley tentam manter a amizade pelo bem de seus dois filhos, Marley e Zack.
O enredo do show é vagamente baseada na vida da estrela Marlon Wayans.

## Elenco
- Marlon Wayans como Marlon Wayne
- Essence Atkins como Ashley Wayne
- Notlim Taylor como Marley Wayne
- Amir O'Neil como Zack Wayne
- Bresha Webb como Yvette
- Diallo Riddle como Stevie

## Episódios

### 1ª temporada (2017)
| N.º na série | N.º na temp. | Título original (Título no Brasil) | Dirigido por      | Escrito por                          | Exibição original      | Audiência (milhões) |
| ------------ | ------------ | ---------------------------------- | ----------------- | ------------------------------------ | ---------------------- | ------------------- |
| 1            | 1            | "Pilot"                            | Andy Ackerman     | Christopher Moynihan & Marlon Wayans | 16 de agosto de 2017   | 5.27                |
| 2            | 2            | "Cleaning Out The Closet"          | Robbie Countryman | Craig Wayans & Mitchell Marchand     | 16 de agosto de 2017   | 4.05                |
| 3            | 3            | "Boys Only Want One Thing"         | Phill Lewis       | Ric Swartzlander                     | 23 de agosto de 2017   | 4.59                |
| 4            | 4            | "Exes with Benefits"               | Eric Dean Seaton  | Teri Schaffer & Raynelle Swilling    | 23 de agosto de 2017   | 3.68                |
| 5            | 5            | "Project Kids"                     | Phill Lewis       | Craig Wayans & Mitchell Marchand     | 30 de agosto de 2017   | 5.12                |
| 6            | 6            | "Surprise"                         | Eric Dean Seaton  | Britt Matt & Julian Kiani            | 30 de agosto de 2017   | 3.84                |
| 7            | 7            | "Hospital Party"                   | Robbie Countryman | Regina Hicks                         | 6 de setembro de 2017  | 4.98                |
| 8            | 8            | "Coach Marlon"                     | Phill Lewis       | Teri Schaffer & Raynelle Swilling    | 6 de setembro de 2017  | 3.57                |
| 9            | 9            | "Appropriate Marlon"               | Phill Lewis       | Ryan Noggle                          | 13 de setembro de 2017 | 4.98                |
| 10           | 10           | "End of the Road"                  | Andrew D. Weyman  | Aseem Batra                          | 13 de setembro de 2017 | 3.63                |

### 2ª temporada (2018)
| N.º na série | N.º na temp. | Título original (Título no Brasil) | Dirigido por           | Escrito por                       | Exibição original   | Audiência (milhões) |
| ------------ | ------------ | ---------------------------------- | ---------------------- | --------------------------------- | ------------------- | ------------------- |
| 11           | 1            | "Model Parent"                     | Robbie Countryman      | Ryan Noggle                       | 14 de junho de 2018 | 2.93                |
| 12           | 2            | "Wingman"                          | Kevin Charles Sullivan | Mitchell Marchand                 | 14 de junho de 2018 | 2.39                |
| 13           | 3            | "Sisters"                          | Phill Lewis            | Teri Schaffer & Raynelle Swilling | 21 de junho de 2018 | 2.81                |
| 14           | 4            | "Divorce Counseling"               | Phill Lewis            | Britt Matt                        | 21 de junho de 2018 | 2.41                |
| 15           | 5            | "Keeping' It 100"                  | Robbie Countryman      | Ric Swartzlander                  | 28 de junho de 2018 | 2.89                |
| 16           | 6            | "Man Code"                         | Jean Sagal             | Craig Wayans                      | 28 de junho de 2018 | 2.43                |
| 17           | 7            | "Homecoming"                       | Robbie Countryman      | Kenny Smith                       | 5 de julho de 2018  | 2.96                |
| 18           | 8            | "Driving Miss Marley"              | Robbie Countryman      | Julian Kiani                      | 5 de julho de 2018  | 2.33                |
| 19           | 9            | "Career Day"                       | Beth McCarthy-Miller   | Raynelle Swilling & Teri Schaffer | 12 de julho de 2018 | 2.91                |
| 20           | 10           | "Funeral Party"                    | Eric Dean Seaton       | Sydney Castillo                   | 12 de julho de 2018 | 2.38                |

## Recepção
O site de de revisão Rotten Tomatoes relatou um índice de aprovação de 50% com uma classificação média de 5,3 / 10 com base em 10 comentários.

## Exibição no Brasil
Entrou no ar em 2021, pelo SBT, juntamente com os seriados ICarly, Brilhante Victória e as novas temporadas de Henry Danger. Em 2023, a série Marlon é exibida dentro do bloco Sábado Série e, semelhante às séries Um Maluco no Pedaço e Brilhante Victória , pode não estar disponível em determinadas regiões devido a variações na programação local.